# Kingfisher (Schiff, 1996)
Die Kingfisher, auch USS Kingfisher (Kennung: MHC-56), war ein Minenjagdboot der Osprey-Klasse der United States Navy, das zwischen 1996 und 2007 in Dienst stand.

## Geschichte
Die spätere Kingfisher wurde am 29. März 1991 bestellt und am 12. Februar 1992 als sechste Einheit der Klasse bei Avondale Shipyard im Bundesstadt Louisiana auf Kiel gelegt. Der Stapellauf erfolgte am 18. Juni 1994 und die Indienststellung am 26. Oktober 1996 unter dem Kommando vom Lieutenant-Commander Bradley Dean Martin. Die Außerdienststellung und Streichung aus dem Schiffsregister erfolgte am 1. Dezember 2007 in der Naval Station Ingleside (Texas).
Im Jahr 2010 wurde vom US-Senat im Rahmen des Foreign Military Sales-Programms die Genehmigung erteilt das Boot zusammen mit ihrem Schwesterschiff Cormorant an die indische Marine abzugeben, was aber nicht erfolgte. Im April 2014 wurde die Kingfisher zum Abbruch verkauft, welcher bis 2015 durchgeführt wurde.

## Liste der Kommandanten
| Nr. | Name                        | Beginn der Amtszeit | Ende der Amtszeit |
| --- | --------------------------- | ------------------- | ----------------- |
| 1.  | LCDR Bradley Dean Martin    | 26. Oktober 1996    | 18. Februar 1998  |
| 2.  | LCDR David F. Eastwood      | 18. Februar 1998    | 5. November 1999  |
| 3.  | LCDR Michael Anthony Hall   | 5. November 1999    | 4. Mai 2001       |
| 4.  | LCDR James E. McGovern      | 4. Mai 2001         | 12. Juni 2003     |
| 5.  | LCDR Timothy Funston Sparks | 12. Juni 2003       | 13. Juni 2005     |
| 6.  | LCDR Todd Alan Braynard     | 13. Juni 2003       | 7. April 2007     |
| 7.  | LCDR Shanti Rae Sethi       | 7. April 2007       | 1. Dezember 2007  |